# Малий театър
Малий театър (на руски: Малый театр – Малък театър), пълно наименование Държавен академичен Малък театър на Русия (Государственный академический Малый театр России), е драматичен театър в Москва. Разположен е на адрес Театральный проезд, д. 1, на ъгъла с Театралния площад, на който се намира и Болшой театър (Голям театър).
Той е сред най-старите театри в Русия, изиграл е видна роля в развитието на руската национална култура.
Сградата на театъра е открита на 14 октомври 1824 година. Тогава е изнесено първото представление в днешната сграда на Малий театър - увертюра от Алексей Верстовский. Така драматично-театралната трупа се отделя териториално от оперно-театралната трупа (останала в съседния Болшой театър) на Императорския московски театър. Трупите имат обща история, която води началото си още 1756 година, започнали като любителска театрална трупа при Московския университет.
За Малий театър пиеси са писали много автори – Иван Тургенев, А. В. Сухово-Кобылин (1817-1903) и др. Но особено значение за театъра е имал Александър Островский (1823-1886). Всичките му 48 пиеси са играни и продължават да се играят в Малий театър, като му донасят неофициалното наименование „Дом на Островски“. В негова чест е издигнат паметник пред театъра от страната на Театралния площад през 1929 г.